# 山口宏 (脚本家)
山口 宏（やまぐち ひろし、1964年7月29日 - ）は、アニメやゲーム関連作品を多く手がける日本の脚本家、小説家。鳥取県米子市出身。米子北高等学校卒業。スタジオ・ハード、ゴンゾを経てフリーランスとして活動。

## 来歴・人物
高校時代からの知人である赤井孝美の紹介でSF大会などに参加。この頃、庵野秀明や前田真宏と交友を持つようになり、彼らが自主制作した特撮作品『愛國戰隊大日本』にはスタッフとして名前がクレジットされている。また専門学校では後に特技監督や映画監督となる樋口真嗣と知り合う。樋口によれば、山口は九段会館で開催されたDAICON FILMの上映会（『快傑のーてんき2』など）の折に、彼を庵野に紹介したという。
アニメーターとして映画『超時空要塞マクロス 愛・おぼえていますか』に参加した後、編集者として編集プロダクション「スタジオ・ハード」に所属してアニメ関係書誌の編集を行う。それ以外にも『月刊ニュータイプ』の創刊に関わったり、ゲームブックやアニメのノベライズを手がけたりするようになる。そして『装甲騎兵ボトムズ』のゲームブック執筆の際、所属会社の社長に紹介されて原作者で監督の高橋良輔に挨拶したのがきっかけで同シリーズのOVA作品『機甲猟兵メロウリンク』の脚本を書くことになり、アニメの脚本家としてデビューした。
1992年にスタジオ・ハードを退社し、ガイナックスを退社した前田真宏、樋口真嗣、村濱章司と共にアニメ制作会社ゴンゾ（GONZO）を設立する。2001年に同社から独立し、フリーとなる。

## 参加作品

### テレビアニメ
1991年
- RPG伝説ヘポイ（脚本）

1994年
- 赤ずきんチャチャ（1994年 - 1995年、脚本）

1996年
- 新世紀エヴァンゲリオン（脚本）
- 機動戦艦ナデシコ（1996年 - 1997年、ベースプランニング）

1997年
- 勇者王ガオガイガー（1997年 - 1998年、脚本）
- CLAMP学園探偵団（絵コンテ・演出）

1998年
- 万能文化猫娘（シリーズ構成・脚本）
- アキハバラ電脳組（ベースプランニング・脚本）

1999年
- ベターマン（チーフライター・脚本）
- To Heart（シリーズ構成・脚本）

2000年
- ゲートキーパーズ（原案・シリーズ構成・脚本）
- ヴァンドレッド（メカニクスバイザー）
- アルジェントソーマ（2000年 - 2001年、チーフライター・脚本）

2001年
- こみっくパーティー（シリーズ構成・脚本）
- ヴァンドレッド the second stage（2001年 - 2002年、メカニクスバイザー）

2003年
- コロッケ!（2003年 - 2005年、脚本）
- PEACE MAKER鐵（2003年 - 2004年、脚本）

2004年
- ケロロ軍曹（2004年 - 2011年、脚本・挿入歌『ウェットルキングのうた』作詞）
- 砂ぼうず（2004年 - 2005年、シリーズ構成・脚本）

2005年
- ToHeart2（2005年 - 2006年、シリーズ構成・脚本）

2007年
- 天元突破グレンラガン（脚本）

2008年
- ロザリオとバンパイア（シリーズ構成・脚本）
- ロザリオとバンパイア CAPU2（シリーズ構成・脚本）

2009年
- たまごっち!（2009年 - 2012年、脚本）

2011年
- べるぜバブ（2011年 - 2012年、脚本）
- ジュエルペット サンシャイン（2011年 - 2012年、脚本）

2012年
- アクエリオンEVOL（脚本）
- トータル・イクリプス（脚本）
- えびてん 公立海老栖川高校天悶部（脚本）
- 絶園のテンペスト（2012年 - 2013年、脚本）
- たまごっち! ゆめキラドリーム（2012年 - 2013年、脚本）

2013年
- ぎんぎつね（シリーズ構成・脚本）
- たまごっち! みらくるフレンズ（2013年 - 2014年、脚本）
- 俺の脳内選択肢が、学園ラブコメを全力で邪魔している（脚本）

2014年
- ノブナガン（シリーズ構成・脚本）
- GO-GO たまごっち!（2014年 - 2015年、脚本）
- レディ ジュエルペット（脚本）
- ドラゴンコレクション（2014年 - 2015年、脚本）
- 空戦魔導士候補生の教官（シリーズ構成・脚本）

2015年
- 聖剣使いの禁呪詠唱（シリーズ構成・脚本）
- ジュエルペット マジカルチェンジ（脚本）
- かみさまみならい ヒミツのここたま（2015年 - 2018年）(全139回中28回49話執筆)

2016年
- アイカツスターズ!（2016年 - 2018年、脚本）
- 境界のRINNE 第2シーズン（脚本）
- カードファイト!! ヴァンガードG NEXT（脚本）

2017年
- 境界のRINNE 第3シーズン（脚本）
- 100%パスカル先生（脚本）
- ドラゴンボール超（2017年 - 2018年、脚本）

2018年
- BAKUMATSU（脚本）
- キラキラハッピー★ ひらけ!ここたま（2018年 - 2019年）(全55回中9回13話執筆)

2019年
- グリムノーツ The Animation（シリーズ構成・脚本）
- BAKUMATSUクライシス（脚本）
- BEM（脚本）

2020年
- アイカツオンパレード!（脚本）
- 遊☆戯☆王SEVENS（2020年 - 2022年、脚本）
- デジモンアドベンチャー:（2020年 - 2021年、脚本）

2021年
- デジモンゴーストゲーム（2021年 - 2023年、脚本）

2022年
- 遊☆戯☆王ゴーラッシュ!!（2022年 - 2025年、脚本）

2023年
- 逃走中 グレートミッション（2023年 - 2025年、脚本）

2024年
- SYNDUALITY Noir（脚本）
- Re:Monster（シリーズ構成・脚本）
- アサティール2 未来の昔ばなし（2024年 - 2025年、脚本）

### 劇場アニメ
1984年
- 超時空要塞マクロス 愛・おぼえていますか（原画）

1999年
- アキハバラ電脳組 2011年の夏休み（ベースプランニング・脚本協力）

2009年
- 超劇場版ケロロ軍曹 撃侵ドラゴンウォリアーズであります! （脚本・挿入歌『星のささやく物語』作詞）

2010年
- 超劇場版ケロロ軍曹 誕生!究極ケロロ 奇跡の時空島であります!! （脚本）
- いばらの王 -King of Thorn-（脚本）

2017年
- 映画たまごっち ヒミツのおとどけ大作戦!（脚本）

### OVA
1988年
- 機甲猟兵メロウリンク（1988年 - 1989年、脚本）

1991年
- ナディア おまけ劇場（脚本）

1992年
- BASTARD!! -暗黒の破壊神-（1992年 - 1993年、脚本）

1993年
- 特捜戦車隊ドミニオン（脚本）
- 超時空世紀オーガス02（脚本）

1994年
- 青空少女隊（脚本）

1998年
- 異次元の世界エルハザード（脚本）
- 青の6号（1998年 - 2000年、脚本）

1999年
- メルティランサー The Animation（1999年 - 2000年、脚本）

2002年
- ゲートキーパーズ21（2002年 - 2003年、原案・監督・脚本・絵コンテ・演出）
- 戦闘妖精雪風（構成・脚本）

2005年
- きらめき☆プロジェクト（2005年 - 2006年、シリーズ構成・脚本）

### 特撮
- ウルトラマンパワード（1993年 - 1994年、脚本）
- ケータイ捜査官7（2008年 - 2009年、脚本）
- 爆上戦隊ブンブンジャー（2024年、脚本）[7]

### ドラマCD
- 集英社カセットブック ジョジョの奇妙な冒険（1992年 - 1993年、脚本）

### ゲーム
- 電脳学園3（1990年、シナリオ）
- 桃太郎伝説外伝（1991年、夜叉姫伝説シナリオ）
- ふしぎの海のナディア（PC98・FM-TOWNS版）（1992年、シナリオ）
- 新桃太郎伝説（1993年、演出）
- バウンティソードシリーズ（1995年 - 1998年、原作・監督・シナリオ）
  - バウンティソード（1995年）
  - バウンティソード・ファースト（1997年、原作・監督・シナリオ）
  - バウンティソード・ダブルエッジ（1998年、原作・監督・シナリオ）
- 新世紀エヴァンゲリオン（1996年、アニメパート脚本）
- マクロス デジタルミッション VF-X（1997年、シナリオ・EDテーマ『虹のパレット』作詞）
- 新世紀エヴァンゲリオン 2nd Impression（1997年、アニメパート脚本）
- 時をかける少女（1998年、脚本） - 発売中止
- ゲートキーパーズ（1999年、原案・監督・シナリオ）

## 著作物

### 小説
- 機動戦艦ナデシコ もうひとつのナデシコ
- 機動戦士ガンダム0083 STARDUST MEMORY
- ゲートキーパーズ1985 二つの刻の狭間で
- 小説ジャイアントロボ・地球が静止する日
- ジョジョの奇妙な冒険（『熱き砂の墓標』）
- 小説ファイアーエムブレム 暗黒竜と光の剣
- 装甲騎兵ボトムズ外伝 無防備都市（ストーリー原案）
- 超時空世紀オーガス02
- TOP GUNDAM （未単行本化）

### 漫画
- トップをねらえ! NeXT GENERATION（原作。「渡辺満里夫兄弟」名義）
- ヴァルハラ（原作。作画はイセダイチケン）全2巻
- 機動戦士ガンダムF90（原案）

### ゲームブック
- ルパン三世 Pファイルを奪え!
- ルパン三世 星を盗む男
- 機動戦士ガンダム 最期の赤い彗星
- 機動戦士ガンダム0079 灼熱の追撃 （原題『機動戦士ガンダム 灼熱の追撃』）
- 機動戦士ガンダム0087 ジェリド出撃命令 （原題『機動戦士Ζガンダム ジェリド出撃命令』）
- 装甲騎兵ボトムズ 復讐の惑星シド（1987年、スペシャル・アドバイザー、高橋良輔 ）
- 聖戦士ダンバイン 妖魔城塞ザーウェル
- トップをねらえ! 燃えろ!国際マシーン兵器大会!!

### 資料集
- 機動戦士ガンダム 戦略戦術大図鑑